# Charles Gordon-Lennox, 6. Duke of Richmond

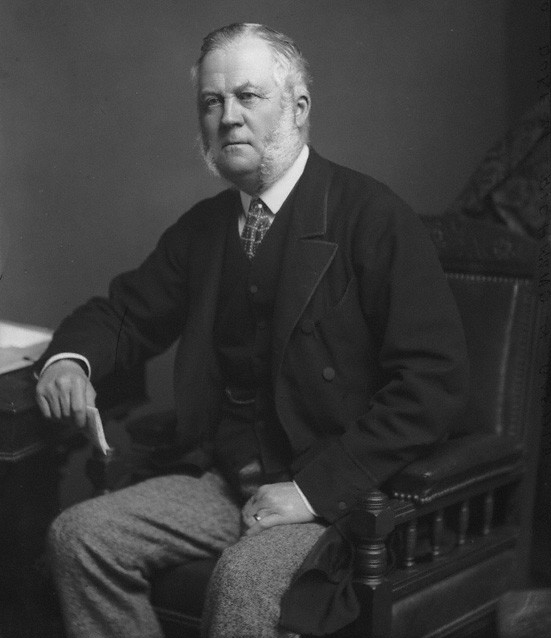
Charles Gordon-Lennox, 6. Duke of Richmond (Fotografie, um 1880)

Charles Henry Gordon-Lennox, 6. Duke of Richmond, KG, PC (* 27. Februar 1818 in Richmond House, London; † 27. September 1903 auf Gordon Castle, Morayshire), war ein britischer konservativer Politiker.

## Leben
Charles war ein Sohn des Charles Gordon-Lennox, 5. Duke of Richmond, und dessen Gemahlin Caroline Paget. Er besuchte die Westminster School und studierte an der Christ Church der University of Oxford, wo er eine kurze Karriere als Kricketspieler absolvierte. Dann diente er von 1839 bis 1844 als Offizier bei den Royal Horse Guards und erreichte den Rang eines Captain. 1841 wurde er als Abgeordneter für Sussex West ins House of Commons gewählt. Hier gehörte er der Conservative Party an. 1842 bis 1852 war er Adjutant bei Lord Wellington und 1852 bi 1854 bei dessen Nachfolger Lord Hardinge.
Im Verlauf seiner politischen Karriere wurde er 1859 Privy Counsellor und bekleidete ferner von März bis Juni 1859 unter Lord Derby das Amt eines Direktors des Armenamtes (Poor Law Board). Er beerbte seinen Vater bei dessen Tod (21. Oktober 1860) als Duke of Richmond, Duke of Lennox, Duc d’Aubigny und in weiteren Adelstiteln und trat in das House of Lords ein. Ab 1861 war er bis zu seinem Tod Kanzler der University of Aberdeen. Nachdem die Konservativen wieder an die Macht gekommen waren, wurde er 1867 als Knight Companion in den Hosenbandorden aufgenommen. 1867 bis 1868 war er Präsident des Board of Trade und übernahm beim Rücktritt seiner Partei im Dezember 1868 ihre Führung im House of Lords. 1874 bis 1880 amtierte er in der Regierung Benjamin Disraelis als Lord President of the Council, zudem war er von 1874 bis 1876 Leader of the House of Lords, bis Disraeli (als Lord Beaconsfield) von Königin Victoria geadelt wurde und diese Funktion selbst wahrnahm. Am 13. Januar 1876 wurde er als Erbe seines Großonkels zum Duke of Gordon und Earl of Kinrara erhoben. Ab 1879 fungierte er als Lord Lieutenant von Banffshire. Unter Premierminister Lord Salisbury war er von Juni bis August 1885 wiederum Präsident des Board of Trade und von August 1885 bis Januar 1886 Staatssekretär für Schottland. Im zweiten von Lord Salisbury im Juli 1886 gebildeten Kabinett übernahm er jedoch kein Amt mehr.

## Nachkommen
Er heiratete am 28. November 1843 in der Kirche St George’s, Hanover Square, in London Frances Harriet (1824–1887), Tochter des Algernon Frederick Greville (1798–1864), King of Arms des Order of the Bath, mit der er folgende Kinder hatte:
- Lady Caroline Elizabeth Gordon-Lennox (1844–1934);
- Charles Henry Gordon-Lennox, 7. Duke of Richmond (1845–1928), ⚭ (1) 1868 Amy Mary Ricardo, ⚭ (2) 1882 Isabel Sophie Craven;
- Lord Algernon Charles Gordon-Lennox (1847–1921), ⚭ 1886 Blanche Maynard;
- Lord Francis Charles Gordon-Lennox (1849–1886);
- Lady Florence Gordon-Lennox (1851–1895);
- Lord Walter Charles Gordon-Lennox (1865–1922); ⚭ 1889 Alice Elizabeth Ogilvie-Grant.